# Acros Brown Bombers
Acros Brown Bombers – nieistniejący już belizeński klub piłkarski z siedzibą w mieście Belize City, w dystrykcie Belize. Funkcjonował w latach 1990–2002. Domowe mecze rozgrywał na obiekcie MCC Grounds.

## Osiągnięcia
- mistrzostwo Belize (2): 1992/1993, 1994/1995
- wicemistrzostwo Belize (1): 1997/1998

## Historia
Klub został założony we wrześniu 1990 (choć niektóre źródła datują rozpoczęcie funkcjonowania na 1974 rok). Nazwa klubu zmieniała się kilkakrotnie na przestrzeni lat – były to kolejno Acros FC (1991–1992), Acros Carib (1992–1993), Acros Crystal (1995–1996), ponownie Acros FC (1996–1999) oraz Acros Bombers lub Acros Brown Bombers (1999–2002).
Klub dwukrotnie wywalczył mistrzostwo Belize (1992/1993, 1994/1995) oraz jedno wicemistrzostwo Belize (1997/1998). Dzięki krajowym sukcesom Acros wystąpił kilkukrotnie na arenie międzynarodowej. Trzykrotnie (1993, 1994, 1995) wziął udział w Pucharze Mistrzów CONCACAF, najlepiej prezentując się w ostatniej z wymienionych edycji. Wówczas, mimo iż odpadł już w pierwszej rundzie z wicemistrzem Kostaryki, Alajuelense, to sensacyjnie wygrał 2:1 z faworyzowanym rywalem w pierwszym, domowym meczu. Miesiąc później, po wyrównanym dwumeczu, odpadł w preliminarnej rundzie Pucharu Zdobywców Pucharów CONCACAF z gwatemalskim Suchitepéquez. W 1999 roku wystąpił w Copa Interclubes UNCAF (środkowoamerykańskich kwalifikacjach do Pucharu Mistrzów), lecz przegrał wszystkie 9 spotkań i zajął ostatnie miejsce w grupie. W 2002 roku klub zakończył działalność na szczeblu półprofesjonalnym.
Właścicielem Acros był sędzia i polityk Sir George Brown (stąd nazwa Brown Bombers), przewodniczący Sądu Najwyższego Belize. Klub słynął z dobrej pracy z młodymi piłkarzami, a Brown aktywnie angażował się w funkcjonowanie zespołu, osobiście przekonując młodzież z trudnych środowisk do dołączenia do swojej drużyny. Organizował młodym zawodnikom Acros wyjazdy na turnieje juniorskie do Szwecji, Peru, Hondurasu, Gwatemali czy Salwadoru.

### Rozgrywki międzynarodowe
| Sezon | Rozgrywki                          | Runda | Klub            | Dom | Wyjazd | Ogólnie    |
| ----- | ---------------------------------- | ----- | --------------- | --- | ------ | ---------- |
| 1993  | Puchar Mistrzów CONCACAF           | QR    | Real España     | 0–2 | 0–3    | 0–5        |
| 1994  | Puchar Mistrzów CONCACAF           | QR    | Comunicaciones  | 1–3 | 1–2    | 2–5        |
| 1995  | Puchar Mistrzów CONCACAF           | 1R    | Alajuelense     | 2–1 | 1–4    | 3–5        |
| 1995  | Puchar Zdobywców Pucharów CONCACAF | QR    | Suchitepéquez   | 2–3 | 2–2    | 4–5        |
| 1999  | Copa Interclubes UNCAF             | 1R    | Walter Ferretti | –   | 0–1    | 6. miejsce |
| 1999  | Copa Interclubes UNCAF             | 1R    | Alajuelense     | 1–2 | 0–7    | 6. miejsce |
| 1999  | Copa Interclubes UNCAF             | 1R    | FAS             | 0–3 | 1–2    | 6. miejsce |
| 1999  | Copa Interclubes UNCAF             | 1R    | Aurora          | 1–3 | 0–5    | 6. miejsce |
| 1999  | Copa Interclubes UNCAF             | 1R    | Olimpia         | 0–1 | 0–2    | 6. miejsce |